# Manfredo Grandi
Manfredo Grandi (San Pietro in Casale, 25 novembre 1911 – ...) è stato un calciatore italiano, di ruolo attaccante.

## Caratteristiche tecniche
Giocò nel ruolo di ala destra.

## Carriera
Giocò in Serie A con il Bologna.

## Palmarès

### Competizioni internazionali
- Coppa dell'Europa Centrale: 1

Bologna: 1932